# Erika Anderson (Schauspielerin)
Erika Anderson (* 1963 in Tulsa, Oklahoma) ist eine US-amerikanische Schauspielerin.

## Leben und Leistungen
Anderson absolvierte im Jahr 1981 die Nathan Hale High School. Sie war zeitweise für die Modelagentur Elite tätig. Als Schauspielerin debütierte sie im Film Lifted aus dem Jahr 1988, jedoch erst die Rolle von Greta Gibson im Horrorfilm Nightmare on Elm Street 5 – Das Trauma (1989) machte sie bekannt.
Im Filmdrama Ein gefährliches Paar (1991) spielte Anderson die Hauptrolle der unter Amnesie leidenden Jackie Delaney. Im Erotikthriller Zandalee – Das sechste Gebot (1991) übernahm sie eine der Hauptrollen neben Nicolas Cage und Judge Reinhold. Weitere Hauptrollen spielte sie im Filmdrama Das Objekt der Begierde (1994) und im Film Ascension (2000).

## Filmografie (Auswahl)
- 1988: Lifted
- 1989: Nightmare on Elm Street 5 – Das Trauma (A Nightmare on Elm Street 5: The Dream Child)
- 1991: Ein gefährliches Paar (Shadows of the Past, Mortelle amnésie)
- 1991: Zandalee – Das sechste Gebot (Zandalee)
- 1992: Raven – Die Rückkehr der schwarzen Drachen (Raven: Return of the Black Dragons)
- 1993: Earthquake – Inferno des Wahnsinns (Quake)
- 1994: Das Objekt der Begierde (Object of Obsession)
- 1996: Club der Gespielinnen (Club V.R.)
- 1998: Ballad of the Nightingale
- 1998: October 22
- 2000: Ascension